# 村田実
村田實（むらたみのる、1894年3月2日 - 1937年6月26日）は、大正・昭和初期の日本の映画監督、脚本家、俳優。日本映画監督協会初代理事長。
新劇運動から帰山教正の映画芸術協会に参加、小山内薫の松竹キネマ研究所で『路上の霊魂』を監督したことで知られる。洋画の手法を積極的に取り入れ、松竹の「蒲田調」に対して男性的で重厚な日活現代劇の基礎を築いた。映画監督・栗山富夫の父の従兄弟にあたる。

## 経歴

### 少年時代
1894年（明治27年）3月2日、東京市神田区小川町（現千代田区神田小川町）に大日本図書株式会社重役村田五郎の一人息子として生まれる。当時会社が京橋にあったので、やがて銀座に引っ越すが、神田の家に士族であった農商務省鑑定官の祖父が残っていたので、銀座と神田とを行き来するようになり、父の職業の関係上読書に親しみ、また祖父の趣味・職業の関係上古美術に親しみ品評にならされて育った。また敬虔なクリスチャンの家であったので幼時に洗礼を受けている（洗礼名「ヨゼフ」）。
1906年（明治39年）、東京高等師範学校附属小学校（現・筑波大学附属小学校）を卒業し、東京高等師範学校附属中学校（現・筑波大学附属中学校・高等学校）に入学。中学の先輩である永井荷風を愛読し、家に芝居見物を禁止されていたため近所の洋画専門上映館錦輝館に替り日ごとに通う。この時期の錦輝館には中学の先輩である帰山教正、島津保次郎、五所平之助も足繁く通っている。そして中学卒業前に初めて舞台を観劇し、エドワード・ゴードン・クレイグの舞台デザインに感銘を受け、演劇の道を志すことになる。家には進学を勧められたが、当時の「教育制度に反感をおこして」いた上に病気がちのため医者が進学を勧めず、卒業後は慶應義塾文科の聴講生となり、白馬会の葵橋洋画研究所へ絵を習いに通い、帝劇文芸部の給仕を経て、栗島狭衣（栗島すみ子の義父）や石川木舟の書生として働いた。

### とりで社時代
1912年（大正元年）9月、家の金を使い、ゴードン・クレイグやマックス・ラインハルト、メーテルリンクなどに大きく影響を受けた演劇美術雑誌『とりで』を発行。表紙を岸田劉生、安堵久左、清宮彬、岡本帰一らが手がけ、自身も毎号カット画を描いている。三号までの刊行が大方の同種の雑誌の中で、この『とりで』は翌年10月の八号まで続いたという。また同10月には新劇団・とりで社を結成。後に宝塚歌劇の演出家となる岸田辰弥、舞踊家として海外で活躍することになる伊藤道郎、画家の木村荘八らが参加。築地精養軒ホールや有楽座、福沢桃介邸の小劇場で公演を行い、この間に沢田正二郎、小山内薫らと知り合う。しかし家の経済に負担をかけ、1914年（大正3年）に解散。河合武雄、伊庭孝、喜多村緑郎門下などの新劇団を転々とし下積み生活を送る。また、この間に父の事業が失敗する。

### 踏路社・映画芸術協会時代
1917年（大正6年）2月、心を新しくして青山杉作、近藤伊与吉、後のドイツ語学者関口存男らと新劇団・踏路社を結成し、芸術倶楽部で長与善郎作『画家とその弟子』を公演。この時、関口の助言で、日本で初めて「演出」という言葉を使ったとされる。1918年（大正7年）、踏路社の仲間と帰山教正の映画製作に参加し、『生の輝き』『深山の乙女』（帰山教正監督）に出演。近藤伊与吉の回想によると『生の輝き』のシナリオを読んだ際、村田が帰山に「脚本の作法と言うものは吾々には解らないが、そのままではその脚本は新派ですよ」と発言し、帰山・近藤と三晩徹夜してシナリオを直したという。これにより新劇から映画に情熱的にうちこむようになった。後に帰山は映画芸術協会を名乗って映画製作を行い、村田も彼の作品に出演するが、1919年（大正8年）の『さらば青春』（近藤伊与吉監督）で演出意見の衝突により脱退。同年には『東京日日新聞』主催の乙種活動写真（全年齢対象）向けの脚本募集に二位入選している（一位は後の東宝専務の森岩雄、三位は後の松竹蒲田の脚本家北村小松）。

### 松竹キネマ時代
1920年（大正9年）、松竹キネマ俳優学校校長の小山内薫の門下となり、蒲田撮影所で『奉仕の薔薇』『光に立つ女（女優伝）』の脚本・監督を務める。やがて社内の商業主義監督たちとの対立により、小山内が松竹キネマ研究所を設立すると行動をともにし、その最初の作品『路上の霊魂』の監督・出演をこなす。しかし完成直後に村田が大病に罹り、牛原虚彦（脚本・出演）の母、水谷文次郎（撮影）と島津保次郎（光線）の父が急逝する事態になったが、当時の反響は大きく、今日まで残る日本の芸術映画黎明期を伝える資料となっている。

### 浪人・日活向島撮影所時代
1921年（大正10年）8月に松竹キネマ研究所は解散し、村田は製作費に糸目をつけず松竹の経済を圧迫した責任で辞任。東京シネマ商会で化粧品の宣伝映画などを作ったり、一日五円の日当てでカッティングや編集の仕事を引き受け、潰れかかった国活に入社して女形（日活向島を退社した衣笠貞之助が出演）を使った映画を撮ったりもした。1923年（大正12年）、近藤伊与吉の仲介で日活向島撮影所に入所するが、当初はつまらない脚本や売れない役者を押し付けられるなど不遇であり、近藤の回想によると初めて村田を見た本社の根岸耕一支配人に「あんな小さな男で監督が出来るかッ」と叱られたという。またこの頃は向島での仕事を終えると毎晩のように小石川博文館の長屋で開かれていた職工演劇（労働演劇）の指導に通い、後のプロレタリア作家徳永直が感謝の言葉を綴っており、社会主義者片山潜から村田に宛てた手紙が『新映画』一九二三年七月号に掲載されている。

### 日活大将軍撮影所時代
同年9月1日に発生した関東大震災で向島撮影所が全壊し、日活現代劇部は京都の大将軍撮影所に「第二部」として移された。1924年（大正13年）、日本最初の反戦映画とされる『清作の妻』が好評を得、1925年（大正14年）には『街の手品師』で「大正14年度朝日新聞最優秀映画」を日本映画で初めて受賞し、新劇出身の岡田嘉子が一躍スター女優となった。村田はカットごとに演出を細分化する、いわゆる映画的技法を最初に確立した監督の一人と言われているが、容赦なく自分の型に俳優をはめ込もうとして演技指導は苛烈を極め、岡田をはじめ当時の大女優とトラブルが多かった。この『街の手品師』撮影・封切前後は木村荘十二を等持院の自宅の書生に招き、日活野球部にいた中野英治を俳優部に採用しているが、次作『大地は微笑む』の撮影直前に急病で倒れ、溝口健二が代わり成功させた。同年7月、ドイツのウエスチ社のすすめで『街の手品師』を携え、脚本を担当した森岩雄とともに尾上松之助ら日活重役に見送られて渡欧。パリ、ベルリンで上映会を開くが、上映機材の不具合や「絵の暗いこと、欧州臭いこと、特種国は特種国らしい味を出していればそれでいいのだ」（仏『シネ・ミロア』誌）などと大不評であり、ショックを受けるが、ドイツのループピック監督が興味を示し上映会を開くという約束を取り付け、一応の面目を施して1926年（大正15年）1月に帰国した。
帰国後、第二部主席監督となり、同年5月、連合映画芸術家協会の伊藤大輔との競作『日輪』では、構成主義者村山知義の抽象画風の装置を演出に取り入れ話題となり、第3回（1926年度）キネマ旬報ベストテンで第2位に選出。師小山内薫も監督術を絶賛している。しかし、当時の日活現代劇は松竹蒲田に大きく遅れをとっており、その対策として、同年6月に常務に昇格した根岸耕一の了解を得、森岩雄と丸の内の本社内に企画本部日活金曜会を設立。本社に残っていた田中栄三をはじめ、益田甫、岩崎昶、山本嘉次郎ら社外の者が会員となり、阿部豊ら日活監督のために清新なシナリオや企画を生産立案して、日活現代劇のモダン・イメージの形成に成功した。
1927年（昭和2年）3月には『映画時代』三月号の「監督人気投票」で第1位（第2位は牛原虚彦）に選出され、監督としての確固たる地位を築くが、直後に開始された「金曜会」企画の『椿姫』の撮影中に主役の岡田嘉子に群衆の前で罵倒に近い叱声を浴びせかけ、私生活の縺れも重なって、岡田が相手役の竹内良一と駆け落ちし一時失踪。スキャンダルとして大騒ぎになる。会社が「岡田がやらないのなら、脚本をひっこめる」という森岩雄と嫌がる夏川静江をなだめ、ミスキャストに変更せざるを得なくなったが、興業的には大ヒットした。この頃から文芸部長として日活現代劇のプロデューサー的存在となり、1928年（昭和3年）には田坂具隆の『結婚二重奏』（第5回（1928年度）キネマ旬報ベストテン第8位）の演出を手がけ、同年6月に牛原虚彦と『映画科学研究』を創刊するなど、後進の指導にも注力した。そして年末には日本の思想風土の問題点を主題にした徳富蘆花原作の悲劇『灰燼』の撮影にとりかかり、翌1929年（昭和4年）3月の封切を観た当時映画青年であった新藤兼人は、叡山ケーブルから中野英治扮する西郷軍の敗残兵の姿を追う青島順一郎の俯瞰移動撮影を「日本映画ではじめて見る壮大な映像美であった」と回想し、「これは今日に至るまで、日本に於て作られた映画の中で、その最も優れたるものの一つである」と評され第6回（1929年度）キネマ旬報ベストテン第2位を獲得。名実ともにトップ監督として大将軍撮影所を後にした。

### 日活太秦撮影所時代
1929年（昭和4年）4月に太秦新撮影所への現代劇部の移転が完了、企画部長・監督部長・脚本部長を兼任。ジョセフ・フォン・スタンバーグに大きく影響された作品『摩天楼・争闘篇』が『灰燼』とともに第6回キネマ旬報ベストテン第5位、翌1930年（昭和5年）8月には「第一回日本優秀映画監督投票」で伊藤大輔（457票）に次いで第2位（388票）に選ばれ、さらに同年12月発行の『日活の社史と現勢』には「現代劇計画部長兼社長秘書」と紹介されることになるが、この頃の日活現代劇は既に溝口健二、田坂具隆、内田吐夢らの若い才能が台頭してきており、重役間の紛糾による「金曜会」の解散、時代の反映として激しくなる従業員と会社の対立、トーキー化に伴う製作形態の変化（会社側による監督の自由・自主的な作品製作の制限）に苦悩することになる。以前（1927年頃）『小型映画』に講座を執筆している関係で京極キネマ倶楽部の小型映画審査に出向き、そこで出会った当時住友銀行員でアマチュア映画を制作していた依田義賢が1930年に村田付きの助監督・スクリプターとして入社しているが、『海のない港』（1931年）以降は「製作している村田の姿にも勢いがなく、持病の糖尿病が嵩じてきているのではないかと思える元気のなさや、セットに身を投げ、悩むように頭をかかえて、演出を案ずる姿など痛いたしいこともあった」と回想している。
1932年（昭和7年）8月、中谷貞頼専務が、名物所長として知られた池永浩久とその一派を駆逐し所内の実権を握ろうとした内紛劇が起こり、さらに中谷が経営合理化の名目で撮影所従業員186名を大量解雇したことによる大争議が勃発、他の幹部監督らと従業員側に立って争議を指導したが、やがて激化する従業員側と会社側との板挟みになり、9月には争議を「収拾する能力なくその任に耐えず」と伊藤大輔・内田吐夢・田坂具隆・小杉勇・島耕二・製作部の芦田勝の「脱退七人組」と共に退社した。同時期に長女を亡くしている。

### 新映画社・新興キネマ時代
退社と同時に「脱退七人組」で設立した新映画社は当初日活更生の一助に異色作品をもって新風を送ろうという外郭製作が目的であったが、途中から自主経営に方針を変え、森岩雄の支援で12月に村田実・田坂具隆監督、伊藤大輔脚本の第一回作品『昭和新選組』をP.C.L.で撮影したが、経営的手腕の問題で1933年（昭和8年）5月に解散、新興キネマに吸収され短命な存在を終えた。村田も新興キネマ太秦撮影所に入所し、気のない凡作を矢継ぎ早に作るかと思われていたが、1934年（昭和9年）、大佛次郎原作の『霧笛』で久々の高評価を受け、第11回（1934年度）キネマ旬報ベストテン第9位に選出された。この『霧笛』から村田は「国広周禄（國廣周祿）」の脚本名を使い始める。

### 日本映画監督協会創立と晩年
1936年（昭和11年）2月26日、五社協定の桎梏からの解放、映画監督の主体性と権利の確立のため、神田駿河台の駿台荘で集まった劇映画監督東西代表（村田、牛原虚彦、衣笠貞之助、伊藤大輔、伊丹万作）の間に日本映画監督協会設立の同意が成立し、3月1日に東京會舘で発会式が開かれ、初代理事長に選ばれた。監督の力を確立し、業界に認めさせ、その創作力を芸術にまで向上させるために努力した功績によるものであった。しかし同年秋、『新月抄』を撮影中に持病の糖尿病で倒れ東大病院に入院。入院中は牛原虚彦をつづけざまの速達で呼び出し、監督協会の将来を論じ合ったという。
翌1937年（昭和12年）に入っても入院、加療を続けていたが糖尿病を併発して病状は悪化。同年6月26日、溝口健二、島津保次郎、小杉勇ら映画人に見守られながら44歳（満43歳）で死去した。葬儀は小石川の関口教会で各社撮影所の合同映画葬、映画監督協会葬として盛大に開かれ、棺は溝口健二、牛原虚彦、島津保次郎、衣笠貞之助、井上金太郎、青島順一郎の肩に担がれ祭壇に安置された。葬儀後は多磨霊園に葬られた。

## 評価
1985年（昭和60年）、黒澤明が映画人初の文化勲章を授与された際に行われた共同記者会見で、「今回の受賞は自分が映画界の長老になってしまったということであって、あの人たちが生きていれば当然あの人たちも受賞の対象になったはずだ」として溝口健二、小津安二郎、成瀬巳喜男、最後に村田実の四人の名前を挙げ、中野英治は「これはわからないことですが、生きていれば村田さんはもっとトップ・クラスの人、もちろんその当時でもトップでしたが、になっていたと思いますよ。四十四歳で亡くなってしまいましたけど。溝口健二よりははるかに上になったと思います。」と語る一方、依田義賢は「私がついた頃の村田さんはだいぶ調子が落ちてた頃で」と断った上で「私の場合、どうしても溝口健二と比べてしまう。すると、なんや、これは……となってしまう。（中略）村田実の没落はね、そのバタ臭さがもう古うなってしまった、時代と合わなくなったことにあると思うんです。」と評価するなど語り部によって毀誉褒貶の差が激しい。戦前の日活のフィルム倉庫の火災などにより、初期の習作『路上の霊魂』と新興キネマで撮った『霧笛』の2作しか現存していないため、最も評価の困難な監督の一人として知られる。

## フィルモグラフィー

### 監督作品
- 奉仕の薔薇（1921年）兼原作・脚本
- 光に立つ女（女優伝）（1920年）兼脚本
- 路上の霊魂（1921年）
- 君よ知らずや（1921年）兼脚本
- お光と清三郎（1923年）兼脚本
- 清作の妻（1924年）兼脚色
- お澄と母（1924年）兼脚本
- 街の手品師（1925年）
- 孔雀の光（1926年）
- 日輪[32]（1926年）兼脚本
- 椿姫（1927年）
- 灰燼（1929年）
- 摩天楼（1929年）
- この太陽（1930年）兼脚本
- 霧笛（1934年）兼脚本・潤色

### 出演作品
- 生の輝き（1919年） - 柳沢泰彦 役
- 深山の乙女（1919年） - 奥田秀雄 役
- 白菊物語（1920年） - 藤田道尚（定信の臣） 役
- 路上の霊魂（1921年） - 樵夫の少年太郎 役

## 主要参考文献
- 岩崎昶『日本現代史大系 映画史』 東洋経済新報社 （1961）
- 岩本憲児 「機械時代の美学と映画」 （岩本憲児編著 『日本映画とモダニズム 1920-1930』 リブロポート （1991） 所収）
- 岩本憲児・佐伯知紀編著 『聞書き キネマの青春』 リブロポート （1988）
- 佐伯知紀 「村田実――疾駆する点景」 （岩本憲児編著 『日本映画とモダニズム 1920-1930』 リブロポート （1991） 所収）
- 佐藤忠男 『日本映画史1』 岩波書店 （2006） （佐藤忠雄 「映像表現の確立 [日本映画史2]」 （今村昌平他編 『講座日本映画2 無声映画の完成』 岩波書店 （1986） 所収）と一部重複）
- 新藤兼人 「一スジ二ヌケ三役者 [日本シナリオ史2]」 （今村昌平他編 『講座日本映画2 無声映画の完成』 岩波書店 （1986） 所収）
- 夏川静枝・新藤兼人・佐藤忠男 「日本映画の青春時代」（今村昌平他編 『講座日本映画2 無声映画の完成』 岩波書店 （1986） 所収）
- 平井輝章 『実録 日本映画の誕生』 フィルムアート社 （1993）
- 山本嘉次郎 『カツドウヤ自他伝』 昭文社 （1972）
- 依田義賢 「監督 村田実」 （今村昌平他編 『講座日本映画2 無声映画の完成』 岩波書店 （1986） 所収）